# Кулузе
Ку́лузе  (ест. Kuluse küla) — село в Естонії, у волості Ляене-Ніґула повіту Ляенемаа.

## Населення
Чисельність населення на 31 грудня 2011 року становила 13 осіб.

## Географія
Кулузе межує з північно-східною околицею села Мартна.
Через село проходить автошлях 16160 (Палівере — Оонґа).

## Історія
30 жовтня 2005 року село Кулузе відновлено як окремий населений пункт.
До 21 жовтня 2017 року село входило до складу волості Мартна.